# 벌크 라인
벌크 라인(bulk line)은 하나의 상품에 대하여 상이한 생산비가 존재하고 그러한 생산비를 기준으로 하여, 상품의 가격을 결정할 경우에 상이한 생산비에서 얼마만큼의 비율을 포함한 부분을 기준으로 쓰는가를 나타내는 선을 말한다. 예컨대, 하나의 상품에 대하여 각 생산 단위마다 생산성의 차이 등으로 생산비가 달라질 경우에 최저의 생산비를 기준으로 하여 가격을 결정하면 대부분의 생산 단위는 손해를 보게 되고 최고의 생산비를 기준으로 하면 부당하게 높은 이윤을 취득하는 생산 단위가 나오게 된다. 그러므로, 생산비의 낮은 쪽에서 70%의 부분디 그 상품의 가격을 결정하는 기준으로 삼으면 대부분의 생산 단위가 적정한 이윤을 얻어 생산비를 보장 받을 수 있게 된다. 이 경우에는 벌크 라인의 70%로 나타낸 것이 되며, 일반적으로 곡가의 결정 등에 쓰인다.